# Ahmed Ismail
Ahmed Ismail El Shamy (in arabo أحمد إسماعيل‎?; Il Cairo, 21 ottobre 1975) è un ex pugile egiziano.

## Palmarès

### Olimpiadi
- 1 medaglia:
  - 1 bronzo (Atene 2004 nei pesi mediomassimi)

### Giochi panafricani
- 1 medaglia:
  - 1 oro (Abuja 2003 nei pesi mediomassimi)

### Giochi del Mediterraneo
- 1 medaglia:
  - 1 bronzo (Tunisi 2001 nei pesi mediomassimi)